# Adrien Constant de Rebecque
Adrien Constant de Rebecque, ook gekend onder het pseudoniem Constant Delessert (Lausanne, 22 september 1806 - aldaar, 30 mei 1876) was een Zwitsers rechter, politicus en fotograaf.

## Biografie
Adrien Constant de Rebecque was een zoon van Auguste Constant de Rebecque en van Louise-Angélique Polier. In 1833 huwde hij met Julie Delessert, die afstamde van een familie van bankiers en industriëlen. Hij diende als officier in het Franse leger en in de Zwitserse Garde (1825-1830) Daarnaast was hij vrederechter, lid van de Grote Raad van Vaud en lid van het stadsbestuur van Lausanne (1838-1845).
Vanaf 1840 legde Constant de Rebecque zich toe op fotografie. Hij experimenteerde met name met collodium-, albuminaat- en droge koffieprocessen. Vanaf 1858 was hij lid van de Société française de photographie. Hij exposeerde voor het eerst in Parijs in 1859 en nam daarbij de artiestennaam Constant Delessert aan, onder welke naam hij een internationale reputatie verwierf. Hij publiceerde talloze artikelen in Zwitserland, Frankrijk en Groot-Brittannië.